# حسن مهنا
حسن علي عطوي مهنا (مواليد 29 يناير 1997) هو لاعب كرة قدم لبناني يلعب في مركز الهجوم مع نادي النجمة في الدوري اللبناني الممتاز.

## مسيرته

### بداياته
بدأ مهنا مسيرته في الدوري اللبناني الممتاز مع نادي النجمة عام 2015، قبل أن يلعب مع الشباب العربي والصفاء.

### سيفان
في فبراير 2020، خلال موسم الانتقالات الشتوية، انضم مهنا إلى فريق سيفان الذي ينشط في الدوري الأرمني. سجل هدفًا واحدًا في ثلاث مباريات، قبل إلغاء موسم 2019–20 بسبب جائحة كوفيد-19
في 15 أغسطس 2020 جدد مهنا عقده مع سيفان لموسم إضافي. في 28 أكتوبر 2020، أنهى مهنا وسيفان العقد بالتراضي؛ وكان قد سجل هدفين وقدم تمريرة حاسمة واحدة في ثلاث مباريات بالدوري. وسجل مهنا خمسة أهداف وصنع ستة أهداف في جميع المسابقات.

### العودة إلى الصفاء
في 22 كانون الأول (ديسمبر) 2020، عاد مهنا إلى الصفاء في لبنان.

### البرج
في 30 يوليو 2021، انضم مهنا إلى البرج

### نفط ميسان
في يناير 2022، انتقل مهنا إلى نادي نفط ميسان في الدوري العراقي الممتاز.

### العودة إلى النجمة
في 16 مايو 2022، عاد مهنا إلى النجمة بعقد مدته ثلاث سنوات.

## مسيرته الدولية
مثل مهنا لبنان دوليًا على مستوى أقل من 20 عامًا في الألعاب الفرانكفونية 2017، وسجل هدفًا في مرمى غينيا ظهر لأول مرة في 24 مارس 2022، في تصفيات كأس العالم 2022، حيث دخل كبديل في الهزيمة 3–0 أمام سوريا

## الإحصائيات المهنية

### دوليا
آخر تحديث المباراة الملعوبة في 24 مارس 2022.
| المنتخب | السنة   | الظهور | الأهداف |
| ------- | ------- | ------ | ------- |
| لبنان   | 2022    | 1      | 0       |
| المجموع | المجموع | 1      | 0       |

## الإنجازات
النجمة
- كأس الاتحاد اللبناني : 2022–23
- كأس السوبر اللبناني : 2023